# دوين هاثورن
دوين هاثورن (بالإنجليزية: Duane Hawthorne)‏ هو لاعب كرة قدم أمريكية أمريكي، ولد في 26 أغسطس 1976 في سانت لويس في الولايات المتحدة.

## وصلات خارجية
- دوين هاثورن على موقع مرجع كرة القدم المحترفة.كوم (الإنجليزية)